# Мушика
Мушика, Мухіка (баск. Muxika (офіційна назва), ісп. Múgica) — муніципалітет в Іспанії, у складі автономної спільноти Країна Басків, у провінції Біская. Населення — 1473 особи (2009).
Муніципалітет розташований на відстані близько 330 км на північ від Мадрида, 18 км на схід від Більбао.
На території муніципалітету розташовані такі населені пункти: (дані про населення за 2009 рік)
- Горосіка: 151 особа
- Ібаррурі: 247 осіб
- Сан-Роман: 283 особи
- Угарте: 615 осіб
- Успаріча: 177 осіб

## Демографія
Динаміка населення (INE ):

## Галерея зображень

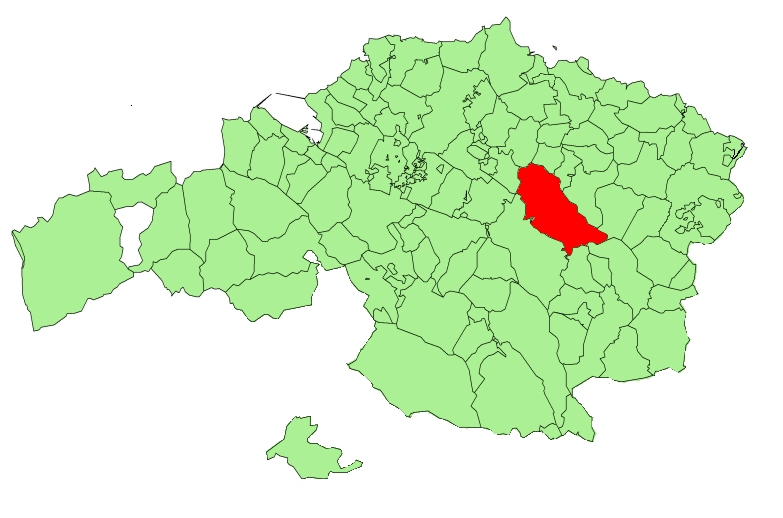
Розташування муніципалітету